# Kalidou Koulibaly
Kalidou Koulibaly (Saint-Dié-des-Vosges, Vosgos, Francia, 20 de junio de 1991) es un futbolista franco-senegalés que juega en la posición de defensa en el Al-Hilal Saudi F. C. de la Liga Profesional Saudí.

## Trayectoria

### Comienzos en Francia
Se formó en las categorías juveniles de Saint-Dié y Metz; con el equipo juvenil del Metz ganó una Copa Gambardella. Debutó en el primer equipo en la Ligue 2, el 20 de agosto de 2010, jugando ante el Vannes desde el 69'. El 15 de abril de 2011 marcó su primer gol en la liga contra el Clermont.

### Genk
Tras otra temporada en la Ligue 2, en el julio de 2012 fue adquirido por el Genk belga por 1,2 millones de euros. Debutó en la Pro League, la máxima división de Bélgica, el 26 de agosto de 2012 contra el Zulte Waregem. El 23 de diciembre anotó su primer gol en la liga belga, en la derrota de local ante el Anderlecht (2-4). En la misma temporada también debutó en las competiciones europeas: su primer partido fue la ida de los play-off de Europa League contra el Luzern, y totalizó 9 presencias en el torneo. Ganó el primer trofeo de su carrera, la Copa de Bélgica, compitiendo como titular en la final contra el Cercle Brugge.

### Napoli

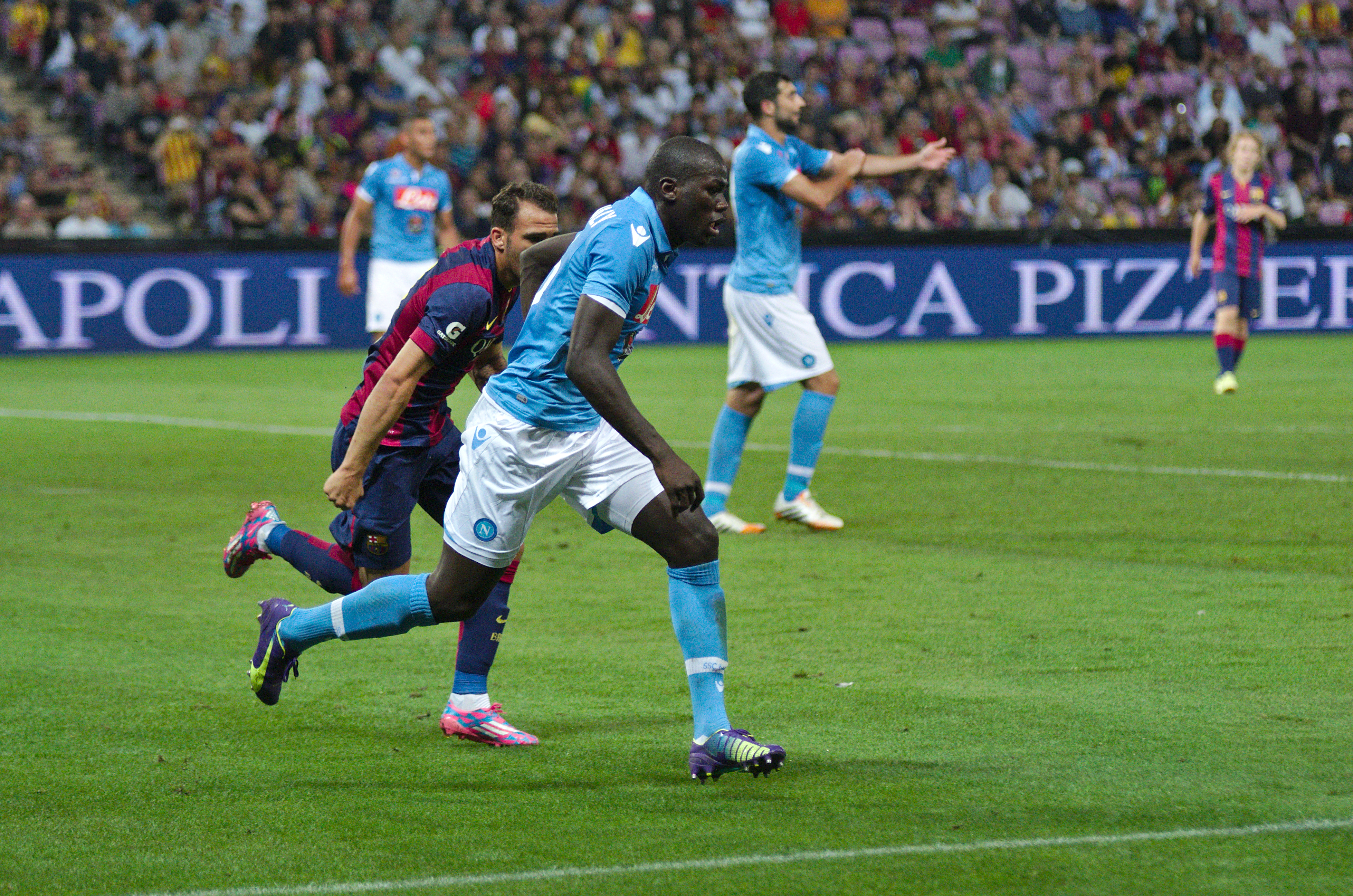
Durante un amistoso entre Napoli y Barcelona, agosto de 2014.

El 1 de julio de 2014 firmó un contrato con el Napoli italiano hasta 2019. Debutó con la camiseta napolitana el 19 de agosto en Champions League, en la ida de la ronda de play-off ante el Athletic Club. Su debut en la Serie A se produjo el 31 de agosto, en el partido de visitante contra el Genoa. El 24 de septiembre siguiente anotó su primer tanto con el Napoli ante el Palermo. El 22 de diciembre ganó la Supercopa de Italia, jugando como titular desde el primer minuto y anotando un penalti en la tanda de la final ante el Juventus de Turín. Inicialmente fue titular en la defensa central junto a Raúl Albiol; sin embargo, en la segunda parte de la temporada el técnico Rafa Benítez le prefirió a Miguel Britos.

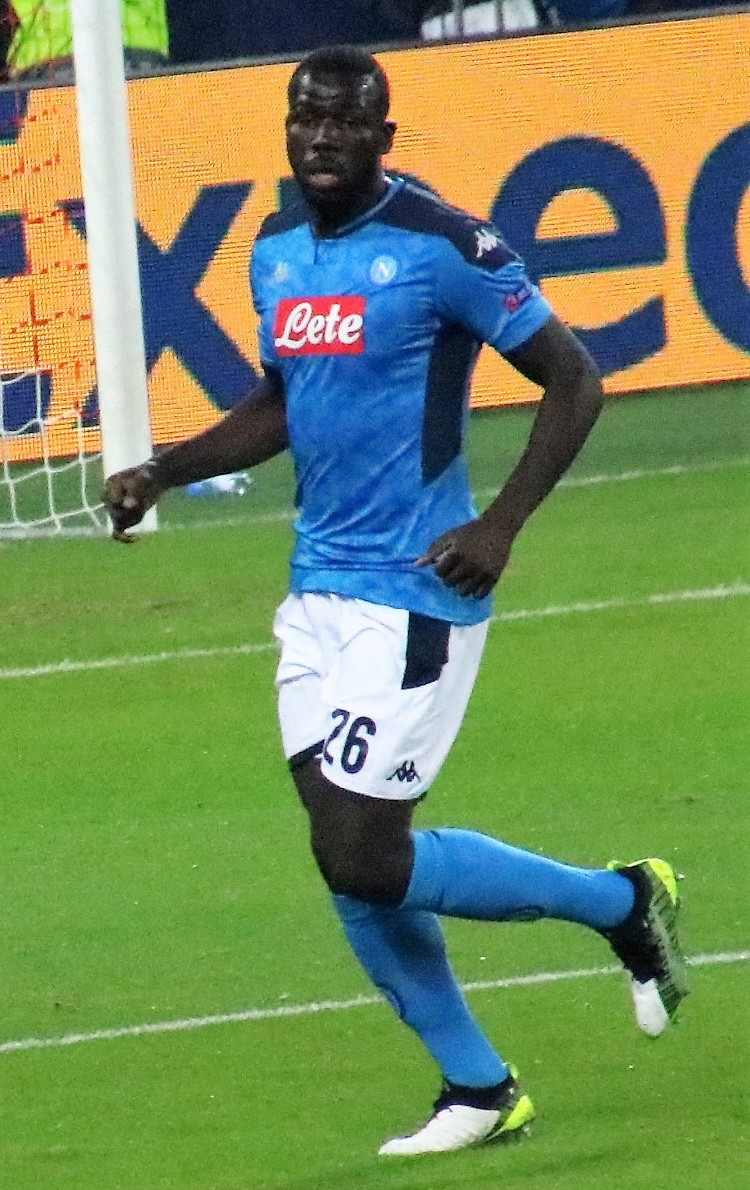
Koulibaly en la Liga de Campeones de la UEFA 2019-20.

Durante la temporada siguiente, con la llegada de Maurizio Sarri a Nápoles, volvió a ocupar el puesto de titular en la defensa napolitana. Fue elegido en el Equipo del Año de la Serie A 2015-16, junto a sus compañeros del Napoli Marek Hamšík y Gonzalo Higuaín. Fue confirmado como titular también por los siguientes entrenadores del Napoli: Carlo Ancelotti, Gennaro Gattuso y Luciano Spalletti. El 17 de junio de 2020, el senegalés ganó su segundo trofeo con los azzurri, triunfando en la final de Copa Italia contra la Juventus.

### Chelsea
En julio de 2022 puso fin a su etapa en Nápoles después de ser traspasado al Chelsea F. C., equipo con el que firmó por cuatro años. Debutó el 6 de agosto en la Premier League siendo titular ante el Everton F. C. y el 14 de agosto anotó su primer gol ante el Tottenham Hotspur. Consiguió otro tanto ante el Fulham F. C. y disputó 32 partidos en la que acabó siendo su única temporada en el club, ya que el 25 de junio de 2023 se anunció su marcha a Al-Hilal.

## Selección nacional
Ha sido internacional con la selección de fútbol sub-20 de Francia en 11 ocasiones. Disputó el Torneo Esperanzas de Toulon de 2011 y la Copa Mundial de Fútbol Sub-20 de 2011.
Fue convocado por primera vez por la selección de fútbol de Senegal a comienzos de septiembre de 2015. Con esta selección participó en el Mundial 2018 y en el de 2022. En este último marcó el gol del triunfo contra Ecuador que les permitió clasificarse para los octavos de final.

### Participaciones en Copas del Mundo
| Mundial                     | Selección | Sede     | Resultado        |
| --------------------------- | --------- | -------- | ---------------- |
| Copa Mundial Sub-20 de 2011 | Francia   | Colombia | Semifinal        |
| Copa Mundial de 2018        | Senegal   | Rusia    | Fase de grupos   |
| Copa Mundial de 2022        | Senegal   | Catar    | Octavos de final |

### Participaciones en Copas Africanas
| Copa                           | Sede            | Resultado        |
| ------------------------------ | --------------- | ---------------- |
| Copa Africana de Naciones 2017 | Gabón           | Cuartos de final |
| Copa Africana de Naciones 2019 | Egipto          | Subcampeón       |
| Copa Africana de Naciones 2021 | Camerún         | Campeón          |
| Copa Africana de Naciones 2023 | Costa de Marfil | Octavos de final |

## Estadísticas

### Clubes
Actualizado al último partido disputado el 4 de julio de 2025.
| Club                                | Div.          | Temporada     | Liga  | Liga  | Liga   | Copas nacionales | Copas nacionales | Copas nacionales | Copas internacionales | Copas internacionales | Copas internacionales | Total | Total | Total  |
| Club                                | Div.          | Temporada     | Part. | Goles | Asist. | Part.            | Goles            | Asist.           | Part.                 | Goles                 | Asist.                | Part. | Goles | Asist. |
| ----------------------------------- | ------------- | ------------- | ----- | ----- | ------ | ---------------- | ---------------- | ---------------- | --------------------- | --------------------- | --------------------- | ----- | ----- | ------ |
| F. C. Metz II Francia               | 4.ª           | 2010-11       | 15    | 2     | 0      | —                | —                | —                | —                     | —                     | —                     | 15    | 2     | 0      |
| F. C. Metz II Francia               | Total club    | Total club    | 15    | 2     | 0      | 0                | 0                | 0                | 0                     | 0                     | 0                     | 15    | 2     | 0      |
| F. C. Metz Francia                  | 2.ª           | 2010-11       | 19    | 1     | 0      | 2                | 0                | 0                | —                     | —                     | —                     | 21    | 1     | 0      |
| F. C. Metz Francia                  | 2.ª           | 2011-12       | 22    | 0     | 0      | 3                | 0                | 0                | —                     | —                     | —                     | 25    | 0     | 0      |
| F. C. Metz Francia                  | Total club    | Total club    | 41    | 1     | 0      | 5                | 0                | 0                | 0                     | 0                     | 0                     | 46    | 1     | 0      |
| K. R. C. Genk · Bélgica             | 1.ª           | 2012-13       | 31    | 1     | 5      | 6                | 0                | 0                | 9                     | 0                     | 0                     | 46    | 1     | 5      |
| K. R. C. Genk · Bélgica             | 1.ª           | 2013-14       | 33    | 2     | 1      | 4                | 0                | 0                | 9                     | 0                     | 0                     | 46    | 2     | 1      |
| K. R. C. Genk · Bélgica             | Total club    | Total club    | 64    | 3     | 6      | 10               | 0                | 0                | 18                    | 0                     | 0                     | 92    | 3     | 6      |
| S. S. C. Napoli · Italia            | 1.ª           | 2014-15       | 27    | 1     | 1      | 3                | 0                | 0                | 9                     | 0                     | 1                     | 39    | 1     | 2      |
| S. S. C. Napoli · Italia            | 1.ª           | 2015-16       | 33    | 0     | 1      | 2                | 0                | 1                | 7                     | 0                     | 1                     | 42    | 0     | 2      |
| S. S. C. Napoli · Italia            | 1.ª           | 2016-17       | 28    | 2     | 0      | 2                | 0                | 0                | 8                     | 0                     | 0                     | 38    | 2     | 0      |
| S. S. C. Napoli · Italia            | 1.ª           | 2017-18       | 35    | 5     | 1      | 2                | 0                | 0                | 8                     | 0                     | 0                     | 45    | 5     | 1      |
| S. S. C. Napoli · Italia            | 1.ª           | 2018-19       | 35    | 2     | 2      | 2                | 0                | 0                | 11                    | 0                     | 0                     | 48    | 2     | 2      |
| S. S. C. Napoli · Italia            | 1.ª           | 2019-20       | 25    | 0     | 0      | 2                | 0                | 0                | 7                     | 0                     | 0                     | 34    | 0     | 0      |
| S. S. C. Napoli · Italia            | 1.ª           | 2020-21       | 26    | 0     | 0      | 4                | 1                | 0                | 7                     | 0                     | 0                     | 37    | 1     | 0      |
| S. S. C. Napoli · Italia            | 1.ª           | 2021-22       | 27    | 3     | 3      | 0                | 0                | 0                | 7                     | 0                     | 0                     | 34    | 3     | 3      |
| S. S. C. Napoli · Italia            | Total club    | Total club    | 236   | 13    | 8      | 17               | 1                | 1                | 64                    | 0                     | 0                     | 317   | 14    | 9      |
| Chelsea F. C. Inglaterra            | 1.ª           | 2022-23       | 23    | 2     | 0      | 2                | 0                | 0                | 7                     | 0                     | 0                     | 32    | 2     | 0      |
| Chelsea F. C. Inglaterra            | Total club    | Total club    | 23    | 2     | 0      | 2                | 0                | 0                | 7                     | 0                     | 0                     | 32    | 2     | 0      |
| Al-Hilal Saudi F. C. Arabia Saudita | 1.ª           | 2023-24       | 30    | 2     | 1      | 6                | 0                | 0                | 14                    | 0                     | 0                     | 50    | 2     | 1      |
| Al-Hilal Saudi F. C. Arabia Saudita | 1.ª           | 2024-25       | 30    | 2     | 0      | 3                | 0                | 0                | 17                    | 1                     | 1                     | 50    | 3     | 1      |
| Al-Hilal Saudi F. C. Arabia Saudita | Total club    | Total club    | 60    | 4     | 1      | 9                | 0                | 0                | 31                    | 1                     | 1                     | 100   | 5     | 2      |
| Total carrera                       | Total carrera | Total carrera | 439   | 25    | 15     | 43               | 1                | 1                | 120                   | 1                     | 1                     | 602   | 27    | 17     |
| 1. 2.                               |               |               |       |       |        |                  |                  |                  |                       |                       |                       |       |       |        |

## Palmarés

### Campeonatos nacionales
| Título                      | Club                 | País           | Año  |
| --------------------------- | -------------------- | -------------- | ---- |
| Copa de Bélgica             | K. R. C. Genk        | Bélgica        | 2013 |
| Supercopa de Italia         | S. S. C. Napoli      | Italia         | 2014 |
| Copa Italia                 | S. S. C. Napoli      | Italia         | 2020 |
| Supercopa de Arabia Saudita | Al-Hilal Saudi F. C. | Arabia Saudita | 2023 |
| Liga Profesional Saudí      | Al-Hilal Saudi F. C. | Arabia Saudita | 2024 |
| Copa del Rey de Campeones   | Al-Hilal Saudi F. C. | Arabia Saudita | 2024 |
| Supercopa de Arabia Saudita | Al-Hilal Saudi F. C. | Arabia Saudita | 2024 |

### Campeonatos internacionales
| Título                    | Club (*)             | Sede    | Año  |
| ------------------------- | -------------------- | ------- | ---- |
| Copa Africana de Naciones | Selección de Senegal | Camerún | 2021 |

(*) Incluyendo la selección.

### Distinciones individuales
| Distinción                                                      | Año                    |
| --------------------------------------------------------------- | ---------------------- |
| Equipo del Año en la Serie A.                                   | 2016, 2017, 2018, 2019 |
| Mejor defensor de la Serie A                                    | 2019                   |
| Parte de los 100 mejores jugadores del mundo según The Guardian | 2022                   |